# 김윤석 (1953년)

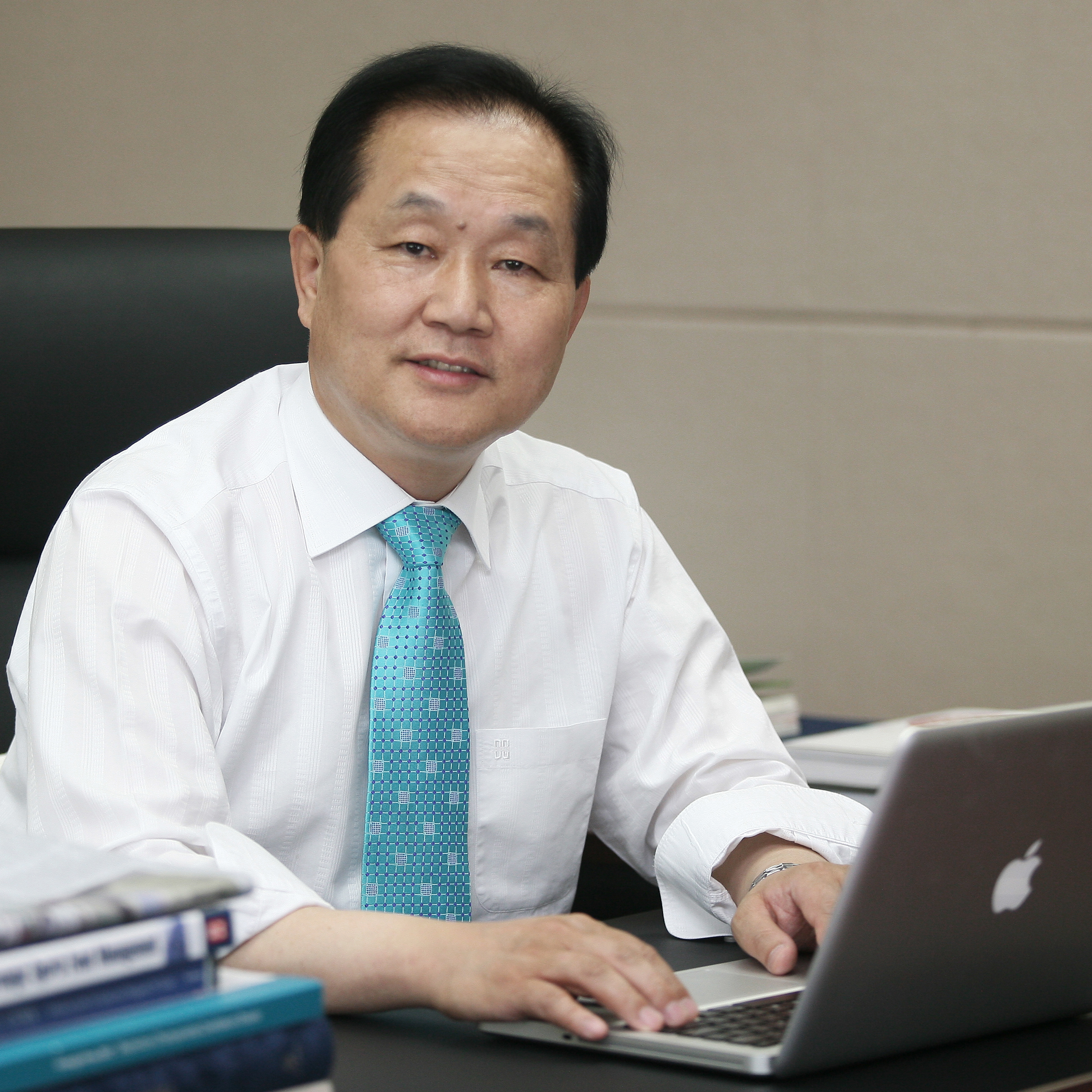
김윤석

김윤석(1953년 1월 10일 ~ )은 대한민국의 전직 공무원이자 2015 광주하계 유니버시아드 조직위원회 사무총장이다. 본관은 순천이며, 전라남도 해남군 출생이다.

## 경력
- 1981년 ~ 1994년 : 경제기획원 근무
- 1994년 ~ 1998년 : 재정경제원 근무
- 1998년 ~ 2007년 : 기획예산처 근무[1]
- 2007년 3월 20일 ~ 2009년 12월 31일 :  제5대 광주광역시 정무부시장
- 2010년 1월 1일 ~ 2010년 2월 21일 : 제1대  광주광역시 경제부시장
- 2010년 1월 ~ 현재 :   2015 광주하계 유니버시아드 조직위원회 사무총장

## 주요 활동
- 1991년) 5.18 광주민주화운동 보상금 예산확보 (1993년 5.18보상 지원법 제정이전)[2] : 노태우 정부시절, 경제기획원 예산담당관으로 광주민주화 보상금 690억원을 국가가 지원할 수 있도록 건의. 1차로 224억원을 광주광역시에 배정. 518 광주 민주화운동에 대해 정부가 보상한 최초 사례.
- 2009년 5월 24일 2015 광주 하계 유니버시아드 유치성공[3]
- 2015 광주하계 유니버시아드 성공개최[4] : FISU는 “조직위원회가 보여준 훌륭한 대회준비로 광주U대회가 세계종합경기대회 중 최상급의 대회로 치러졌다”고 극찬

## 수상
- 1999년 12월 28일 녹조근정훈장[5]
- 2017년7월18일 대한민국체육훈장 맹호장 수훈[6] : '저비용·고효율 대회'로 평가받는 2015 광주 하계 유니버시아드 - 성공 개최에 기여한 유공자에 대한 정부 훈·포장 전수

## 저서
- 《U 어드바이저》. 2017. ISBN 9791187132080

## 같이 보기
- 2015 광주하계 유니버시아드